# Брадфорд
Бра́дфорд (англ. Bradford; английское произношение: о файле/ˈbrædfərd/) — город в Англии, в графстве Уэст-Йоркшир. Расположен в 14 километрах к западу от Лидса, и в 26 километрах к северо-западу от Уэйкфилд. Брадфорд стал муниципальным районом в 1847 году, а городом в 1897 году. После реформы местного самоуправления в 1974 году получил статус сити (Сити-оф-Брадфорд).

## История
Брадфорд стал известен в XIX веке в качестве международного центра текстильного производства, особенно шерстяного. Город возник в результате экономического подъёма во время промышленной революции, и среди первых промышленных центров быстро стал «шерстяной столицей мира». Брадфорд имеет прекрасную викторианскую архитектуру.
Текстильный сектор в Брадфорде пришёл в упадок с середины XX века. Начиная с этого времени, Брадфорд стал туристическим городом.

## Демография
По переписи населения Великобритании 2001 года, Брадфорд имел население 293 277 человек при плотности населения в 4560 человек на квадратный километр. На каждые 100 женщин было 92,9 мужчин. По данным переписи, от общей численности населения Брадфорда, 69,3 % (203 240) были белые, 26,1 % (76 545) азиаты, 1,3 % (3812) чёрные.

## Образование

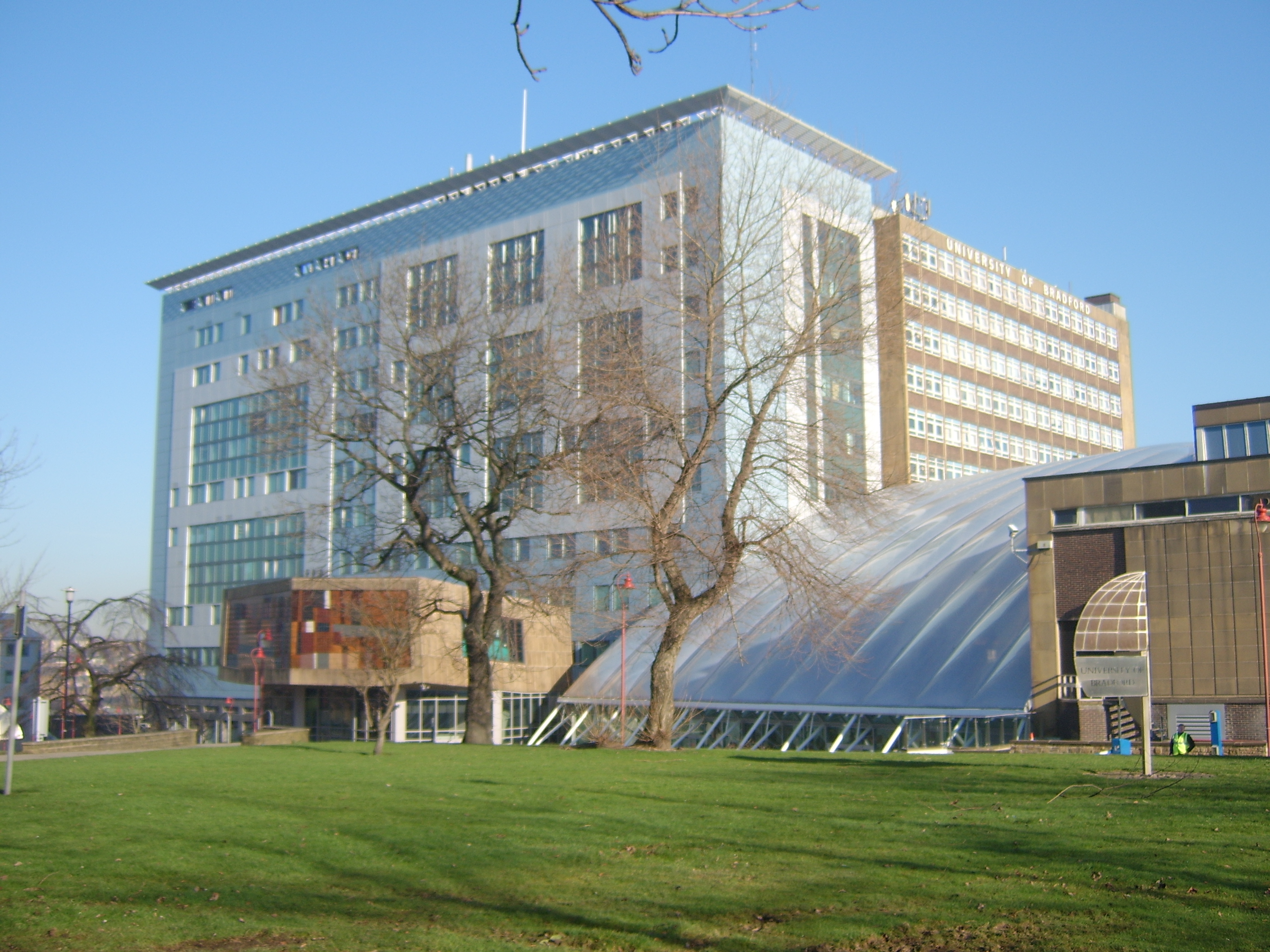
Университет Брадфорда

Университет Брадфорда, в котором учатся более 10 000 студентов, получил Королевскую хартию в 1966 году, но ведёт свою историю с 1860-х годов, когда он был основан как Брадфордская школа ткачества, проектирования и строительства. Университет в настоящее время охватывает широкий круг дисциплин, в том числе оптометрию, медицину, археологию и современные языки.

## Религия
В ходе переписи 2001 года доля населения, принадлежащей к христианам была 60,14 % в то время как 16,08 % идентифицировали себя как мусульмане, 1,02 % сикхи и 0,95 % индуисты. 13,3 % определились как не имеющие никакой религии и 8,1 % не указали свою религиозную принадлежность. Процент евреев, буддистов и других религий составил менее 0,5 % от населения города.

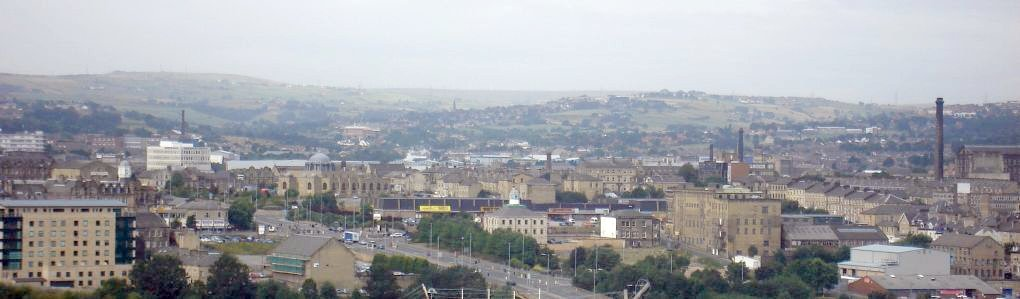
Панорама Брадфорда

## Известные личности
- Сибом, Фредерик (1833—1912) — адвокат, историк экономики.
- Зейн Малик (1993) ― британский певец, модель и композитор.
- Smokie ― рок группа (солист Крис Норман)